# Place de la Bastille
De Place de la Bastille is een plein in het centrum van de Franse hoofdstad Parijs. Tot aan de Franse Revolutie stond hier de Bastille Saint-Antoine, die in 1789 werd gesloopt. Bovengronds zijn de contouren van het gebouw met noppen in het plaveisel aangegeven. In het metrostation Bastille is nog een stuk fundering van de vroegere vesting zichtbaar. Gedeeltelijk op dezelfde plaats staat sinds 1989 de Opéra Bastille. Midden op het plein staat sinds 1840 de erezuil Colonne de Juillet.

## Ligging en bereikbaarheid
Het plein ligt op de grens van drie arrondissementen in het oostelijk deel van Parijs: het 4e, het 11e en het 12e, alle gelegen op de rechteroever (Rive Droite) van de Seine. Het plein wordt doorsneden door het ondergrondse gedeelte van het Canal Saint-Martin. Op het ruim drie hectare grote plein komen elf straten samen:
- Rue Saint-Antoine, in het verlengde van de Rue de Rivoli
- Rue de la Bastille
- Boulevard Beaumarchais, voert naar de Place de la République
- Boulevard Richard-Lenoir
- Rue de la Roquette, in de richting van Place Léon-Blum en Père-Lachaise
- Rue du Faubourg Saint-Antoine, in de richting van Place de la Nation
- Rue de Charenton, richting Porte de Charenton
- Passage du Cheval-Blanc
- Rue de Lyon, voert naar Gare de Lyon
- Boulevard de la Bastille en Boulevard Bourdon
- Boulevard Henri-IV

Het plein is een belangrijk verkeersknooppunt, hoewel getracht wordt de rol van het gemotoriseerd verkeer terug te dringen (zie Recente geschiedenis). Onder het plein bevindt zich het metrostation Bastille, dat bediend wordt door de metrolijnen 1, 5 en 8.

## Geschiedenis

### La Bastille

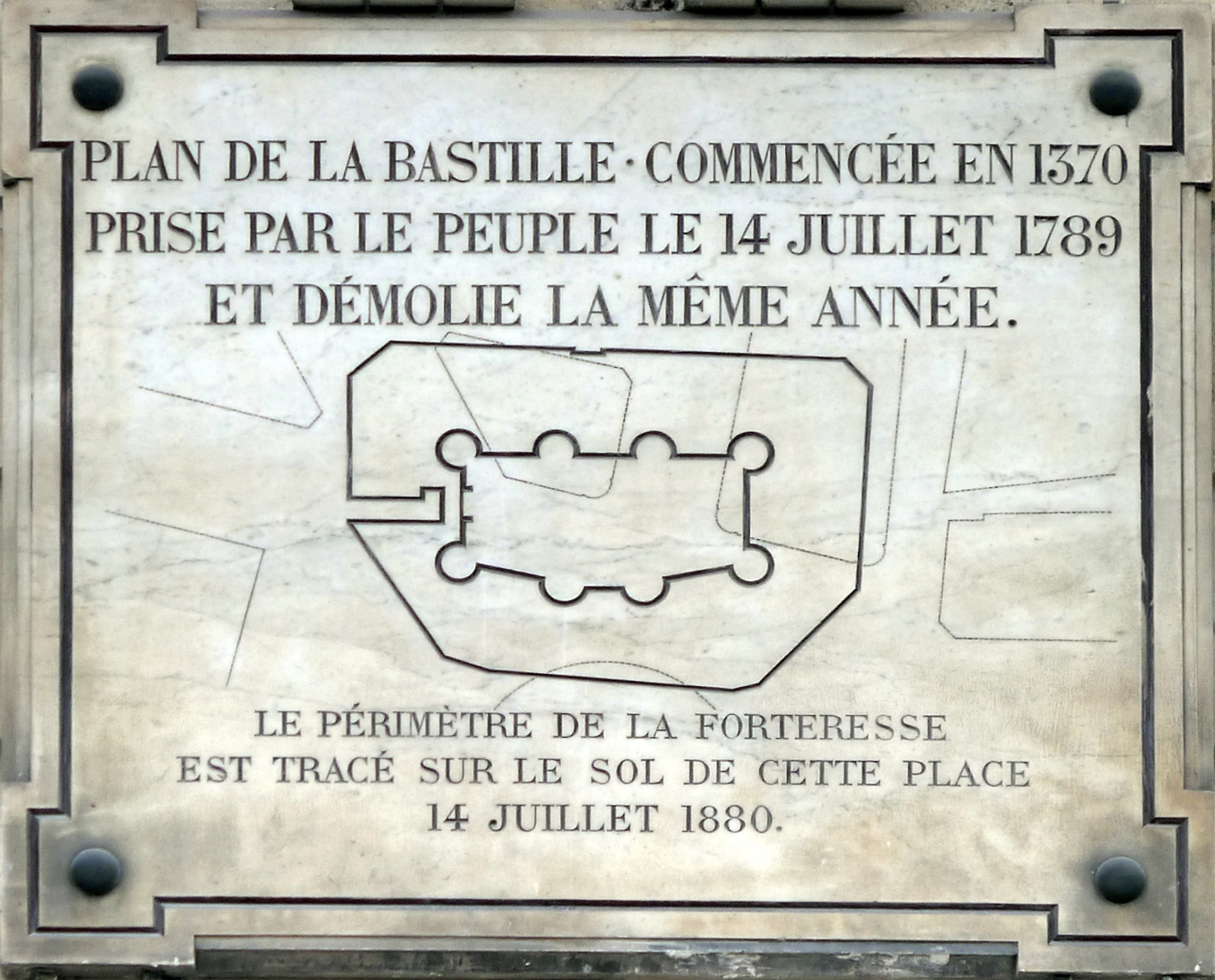
Plaquette op Place de la Bastille nr. 5 met de Bastille geprojecteerd op het stratenplan

De deken van het Parijse koopliedengilde, Étienne Marcel, een van de machtigste mannen van de stad, liet omstreeks 1350 een versterkte stadspoort bouwen ter verdediging van de Rue Saint-Antoine. De poort was omgeven door een klein bastion (Frans: bastille), vandaar de naam Bastille Saint-Antoine of kortweg la Bastille. Niet lang daarna gaf Karel V van Frankrijk opdracht om het bescheiden vestingwerk uit te bouwen tot een groot fort, onder andere om zijn Hôtel Saint-Paul te beschermen tegen plotselinge aanvallen. Hugues Aubriot, de opvolger van Étienne Marcel, legde hiervoor in 1370 de eerste steen.
Oorspronkelijk had de vesting twee torens. Aan het einde van de veertiende eeuw had de vesting acht torens, met elkaar verbonden door zware muren. Het geheel was omgeven door een gracht. Onder Lodewijk XI werd een deel van het gebouw ingericht als gevangenis. In 1475 werd Lodewijk van Saint-Pol er gevangen gezet, voor hij later dat jaar op de Place de Grève werd onthoofd. Tussen 1553 en 1559 werd de Bastille door Hendrik II verder versterkt. Richelieu maakte er een staatsgevangenis van.

### Franse Revolutie
De bestorming van de Bastille door de bevolking van de Faubourg Saint-Antoine op 14 juli 1789 wordt doorgaans gezien als het begin van de Franse Revolutie. Vanwege deze belangrijkste gebeurtenis in de Franse geschiedenis heeft het plein een symbolisch karakter voor de Fransen en is het het toneel geweest van talloze politieke demonstraties.
Op 14 augustus 1789 begon de sloop van de gevangenis. Het sloopmateriaal is deels gebruikt voor de bouw van de Pont Louis XVI. Een wet van 27 juni 1792 verordende de aanleg van een plein, deels op het sloopterrein van de Bastille. Op 14 juli 1790, precies één jaar na de bestorming, organiseerde de ondernemer Pierre-François Palloy een festival dat bekend is geworden als Fête de la Fédération, een van de cruciale momenten in de Franse Revolutie. Tussen de ruïnes van de Bastille werd een tent opgezet met de aankondiging "Ici on danse" ("Hier dansen we"). Dit was het eerste bal op 14 juli en is daarna een traditie gebleven. Op 16 juni 1792 werd besloten dat het Bastilleterrein een plaats van vrijheid is en dat hier een vrijheidszuil moest worden opgericht. Palloy, dezelfde ondernemer die de Bastille heeft gesloopt en die het eerste Fête de la Fédération organiseerde, leverde de eerste steen, maar daarna gebeurde niets meer. In 1793 werd er alleen een fontein op die plek gebouwd.
Van 9 tot 14 juni 1794 werd een guillotine opgericht op het plein waar voorheen de Bastille stond en dat toen Place Antoine heette. Er werden hier 75 mensen onthoofd.

### Olifant van de Bastille

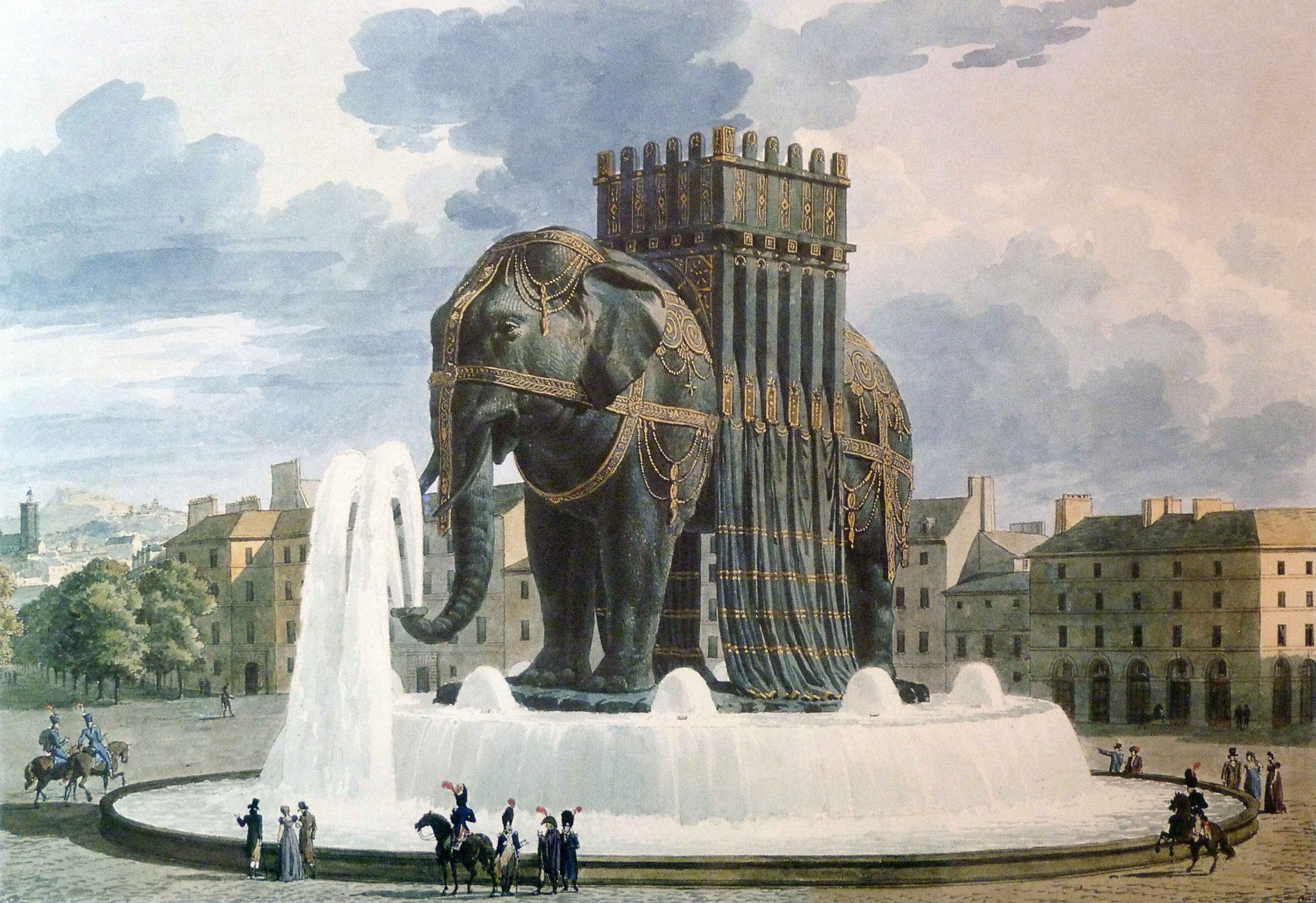
Dernier projet pour la fontaine de l'Éléphant de la Bastille (aquarel van architect Jean-Antoine Alavoine, ca. 1810)

Napoleon Bonaparte wilde Parijs een nieuw aanzien geven. Voor de Place de la Bastille bedacht hij in 1808 om hier een fontein op te richten met in het midden een enorme olifant met draagstoel. De Éléphant de la Bastille, mogelijk geïnspireerd door het Olifantje van Bernini, moest in het oostelijk deel van Parijs een tegenhanger vormen van de in aanbouw zijnde Arc de Triomphe de l'Étoile in het westelijk stadsdeel. Het monument moest 24 meter hoog worden en zou gegoten worden uit het brons van op de Russen veroverde kanonnen. Een trap in een poot van de olifant moest het mogelijk maken om het monument te beklimmen. Op 24 februari 1811 werd in het Tuilerieënpaleis het volgende keizerlijk decreet uitgevaardigd: “De olifant die de Fontaine de la Bastille zal sieren, zal in brons gegoten worden. Het materiaal voor het monument is niet opgenomen in de begroting; het wordt geleverd vanuit onze arsenalen en onze minister van Oorlog zorgt voor de bronzen baren [ontstaan door het omsmelten van kanonnen] die werden buitgemaakt tijdens de Slag bij Friedland."
Architect Jean-Antoine Alavoine begon in 1813 met zijn werk, maar er werd alleen een gipsmodel op ware grootte van beeldhouwer Pierre-Charles Bridan opgetrokken.  Het model wordt vermeld in Victor Hugo's roman Les Misérables, waar het bescherming biedt aan de straatjongen Gavroche. In 1846 werd het monument gesloopt, waarna alleen de contouren van de fontein eraan herinnerden.

### Oprichting Colonne de Juillet, Arènes nationales en Gare de la Bastille
Na de Julirevolutie van 1830 besloot koning Louis-Philippe I, de "burgerkoning", een gedenkteken op te richten ter ere van de slachtoffers van de les trois Glorieuses ("de drie dagen"). De eerste steen van deze Colonne de Juillet ("Julizuil") werd op 27 juli 1831 door de burgerkoning zelf gelegd. De inauguratie vond plaats in 1840.
Aan de Place de la Bastille bevond zich de hoofdingang van de Arènes nationales, een enorme operazaal die op 1 juli 1851 werd geopend. Op 23 februari 1852 vond hier op vastenmaandag een grote carnavalsoptocht plaats. De activiteiten in de Arènes nationales waren van korte duur: in 1854 werd het terrein verkocht om plaats te maken voor woongebouwen.
De Gare de la Bastille (ook: Gare de Paris-Bastille) was een treinstation dat heeft bestaan van 1859 tot 1969. Het was het startpunt van de spoorlijn Parijs-Verneuil-l'Étang, ook wel Ligne de Vincennes genoemd. Nadat het treinverkeer was gestopt werd het stationsgebouw gebruikt als tentoonstellingsruimte, tot de sloop in 1984. Daarna werd hier de Opéra Bastille gebouwd.

### Commune 1871

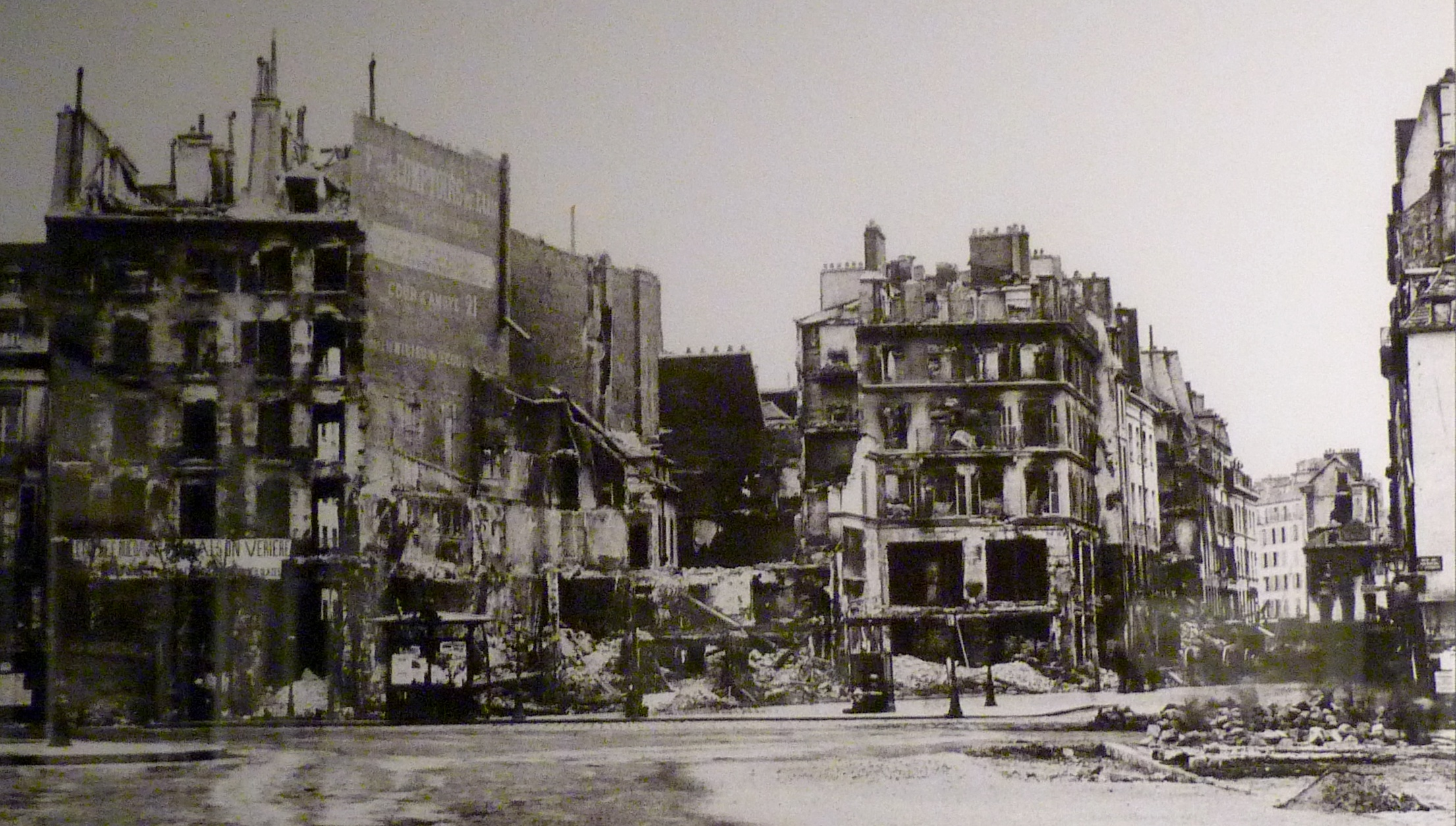
Verwoestingen op de Place de la Bastille na de Commune-opstand van 1871

Tijdens de Commune van Parijs probeerden de Communards op 24 mei 1871 de Colonne de Juillet te vernietigen, zoals ze al eerder hadden gedaan met de Colonne Vendôme. Onder het Canal Saint-Martin plaatsten ze een container met petroleum, dicht bij de zuil. De vlammen schoten vijftig meter hoog op uit de tunnel en kronkelden langs de zuil omhoog. Vanaf de Pont d'Austerlitz en het park Buttes Chaumont werden een dertigtal projectielen afgevuurd, maar de zuil bleef onbeschadigd.
Toen in 1880 de Franse nationale feestdag (quatorze juillet) voor het eerst werd gevierd, maakte de Derde Republiek van het plein een officieel Republikeins instituut.

### Recente geschiedenis
Het begrip Bastille leeft voort in de naam van het plein, in die van het naar het plein genoemde metrostation uit 1900, en van de Opéra Bastille, die tussen 1984 en 1989 werd gebouwd op de plaats van het vroegere kopstation Paris-Bastille.
De Place de la Bastille was lange tijd een brede verkeersrotonde rond het monument. Bij de herinrichting van 2019-2021 (onderdeel van een een reeks van zeven pleinen) werd de rotonde aan de zuidkant doorgeknipt. Daardoor is op het plein een grote geplaveide voetgangers- en verblijfsruimte ontstaan, waar de versmalde verkeersweg, met een tweerichtingsfietspad aan de binnenkant, omheen wordt geleid. Een brede trap aan de zuidzijde leidt nu onder het metrostation door naar de binnenhaven van het Arsenal, het beginpunt van het Canal Saint-Martin.

## Beschrijving

### Colonne de Juillet
In het midden van het plein staat een gedenkzuil, de Colonne de Juillet ("Julizuil"), die tussen 1835 en 1840 werd opgericht, aanvankelijk als gedenkteken voor de Julirevolutie, de Parijse opstanden van juli 1830. Na de Februarirevolutie van 1848 werden ook de slachtoffers van die opstand herdacht. Een deel van de slachtoffers ligt begraven onder de zuil.
De zuil is ontworpen naar korinthisch model. Het voetstuk is versierd met inscripties, palmbomen, kronen van onsterfelijken, eikenkransen, het wapen van de stad, de Gallische haan en een leeuw, het astrologisch symbool van de maand juli (en augustus). De zuil eindigt in een korintisch kapiteel, waarop een verguld standbeeld van de "geest van de vrijheid" (Génie de la Liberté) staat.

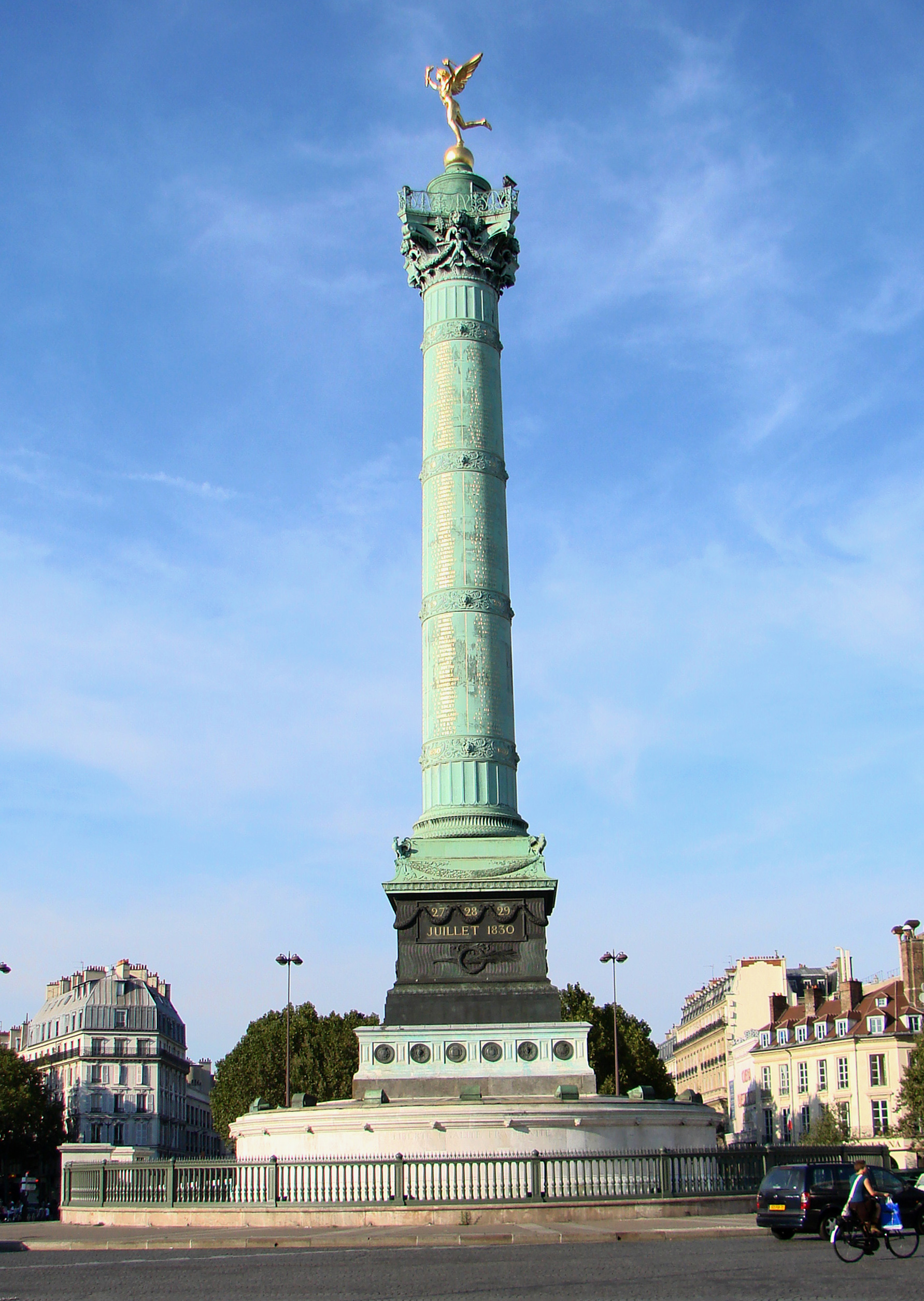
De Colonne de Juillet
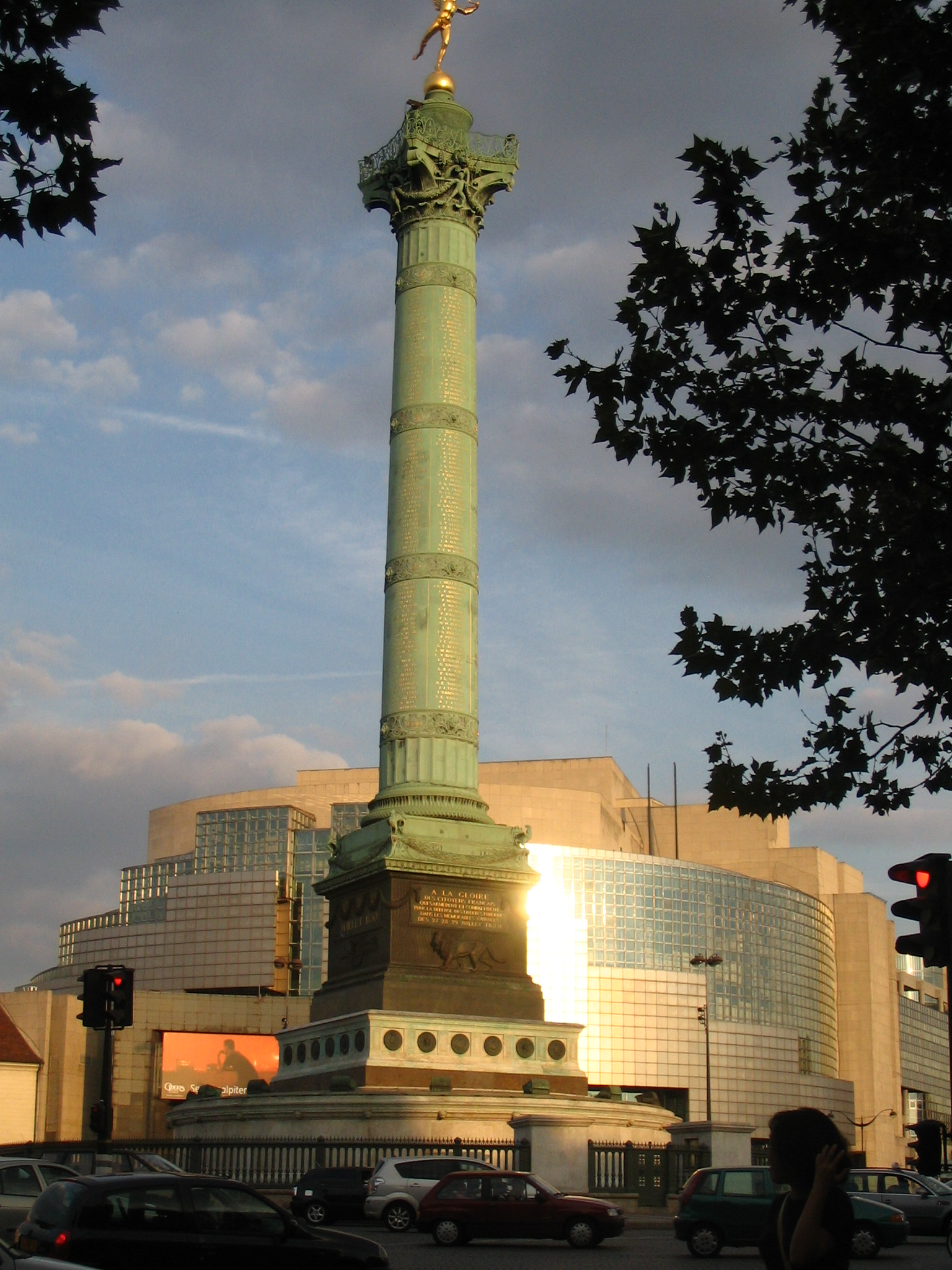
Idem, met de Opéra Bastille
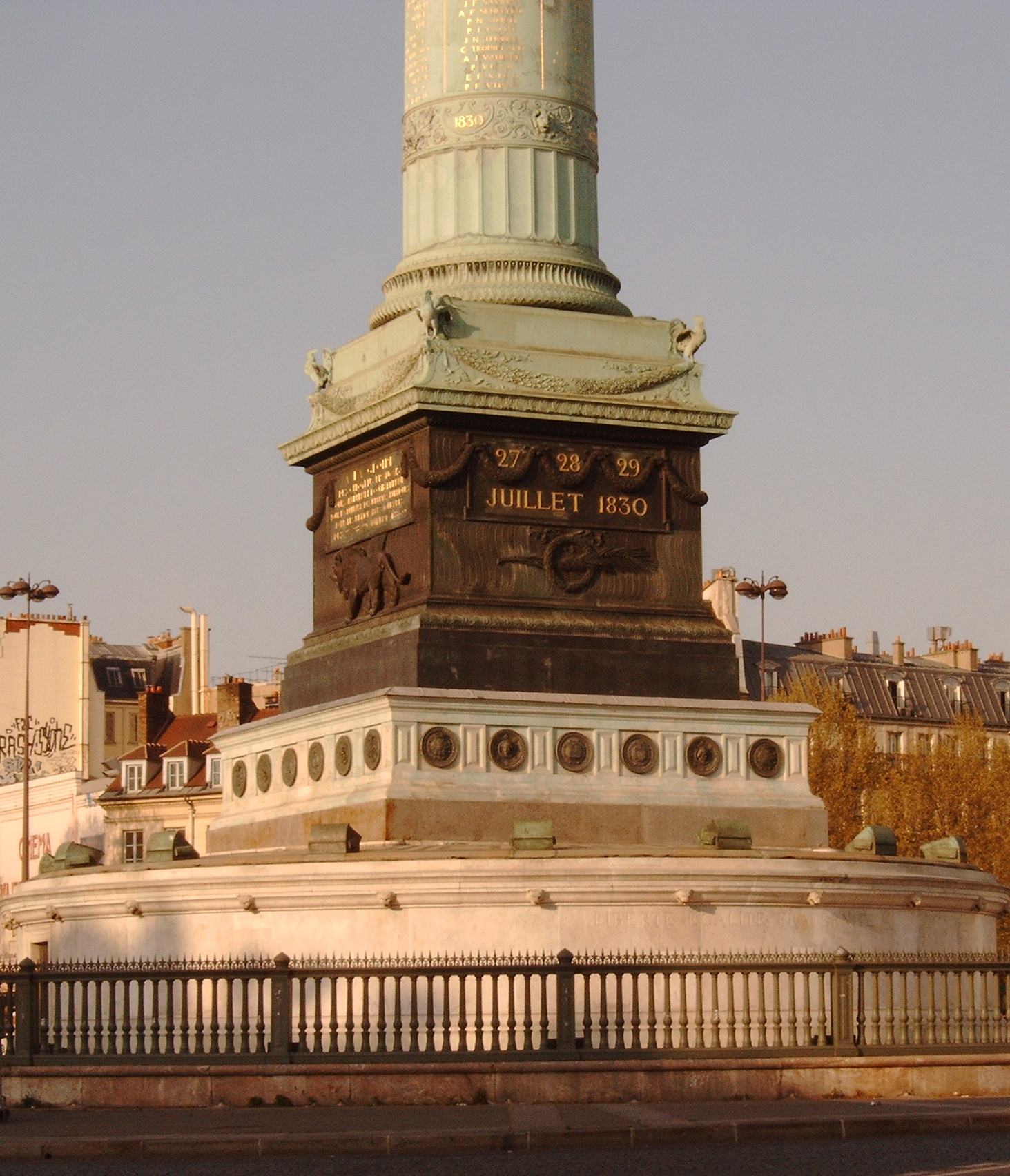
Detail: sokkel
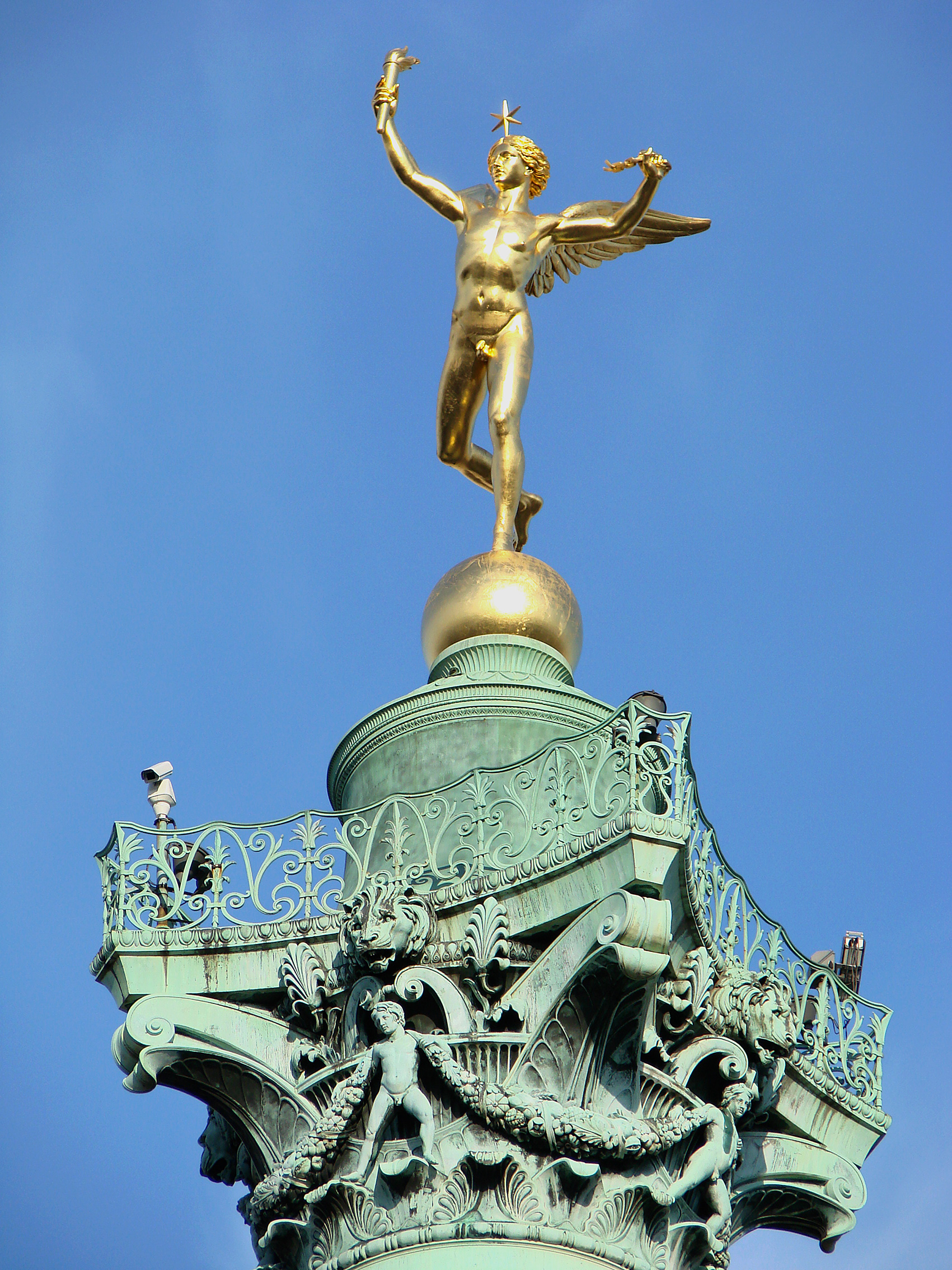
Detail: Génie de la Liberté

### Opéra Bastille

Opéra Bastille in 2014

De Opéra Bastille werd tussen 1984 en 1989 gebouwd naar een ontwerp van de Canadees-Uruguyaanse architect Carlos Ott (1946). Om het enorme gebouw in te passen in het stedelijk weefsel, werd van de bestaande bebouwing zo min mogelijk gesloopt. Om die reden gaat de linkerkant van de gevel gedeeltelijk schuil achter een ouder en kleiner gebouw. Het gebouw strekt zich achter de gevel uit, deels aan het zicht onttrokken door andere gebouwen eromheen. De zichtbare delen worden omhuld door gebogen glazen wanden en gerasterde panelen . Het gebouw wordt bekroond door de vijftig meter hoge, getrapte kubus van de toneeltoren. De foyers, die zich rondom het auditorium bevinden, bieden een weids uitzicht over de stad. De opening vond plaats op 13 juli 1989 en maakte deel uit van de grootscheepse festiviteiten ter gelegenheid van de tweehonderdste verjaardag van de Bestorming van de Bastille.

### Overige bezienswaardigheden; evenementen
- Overblijfselen van de fundamenten van het voormalige fort La Bastille zijn te zien in het Bastille metrostation (lijnen 1 en 8; lijn 5 richting Bobigny) en in de tunnel naar de ingang Boulevard Henri IV. De ligging van het voormalige fort is gemarkeerd in de bestrating.
- Achter de Opéra Bastille ligt het historische Hôpital des Quinze-Vingts.
- Bij de Port de l'Arsenal mondt het Canal Saint-Martin uit.

De Place de la Bastille wordt regelmatig gebruikt voor tentoonstellingen en markten en is tevens populair bij jongeren vanwege de vele cafés, bars, restaurants en bioscopen.
Het plein is vaak het verzamelpunt van protestmanifestaties. Zo wordt er traditioneel op 1 mei, de Dag van de Arbeid, gedemonstreerd. In mei 2007 werd er dagenlang betoogd na de verkiezing van Sarkozy tot president. In 2018 gebeurde hetzelfde na de verkiezing van Macron. In 2018 en 2019 vonden er regelmatig protesten van de gilets jaunes (gele hesjes) plaats. Sinds 1980 start hier de Gay Pride Parade, soms met honderdduizenden deelnemers.

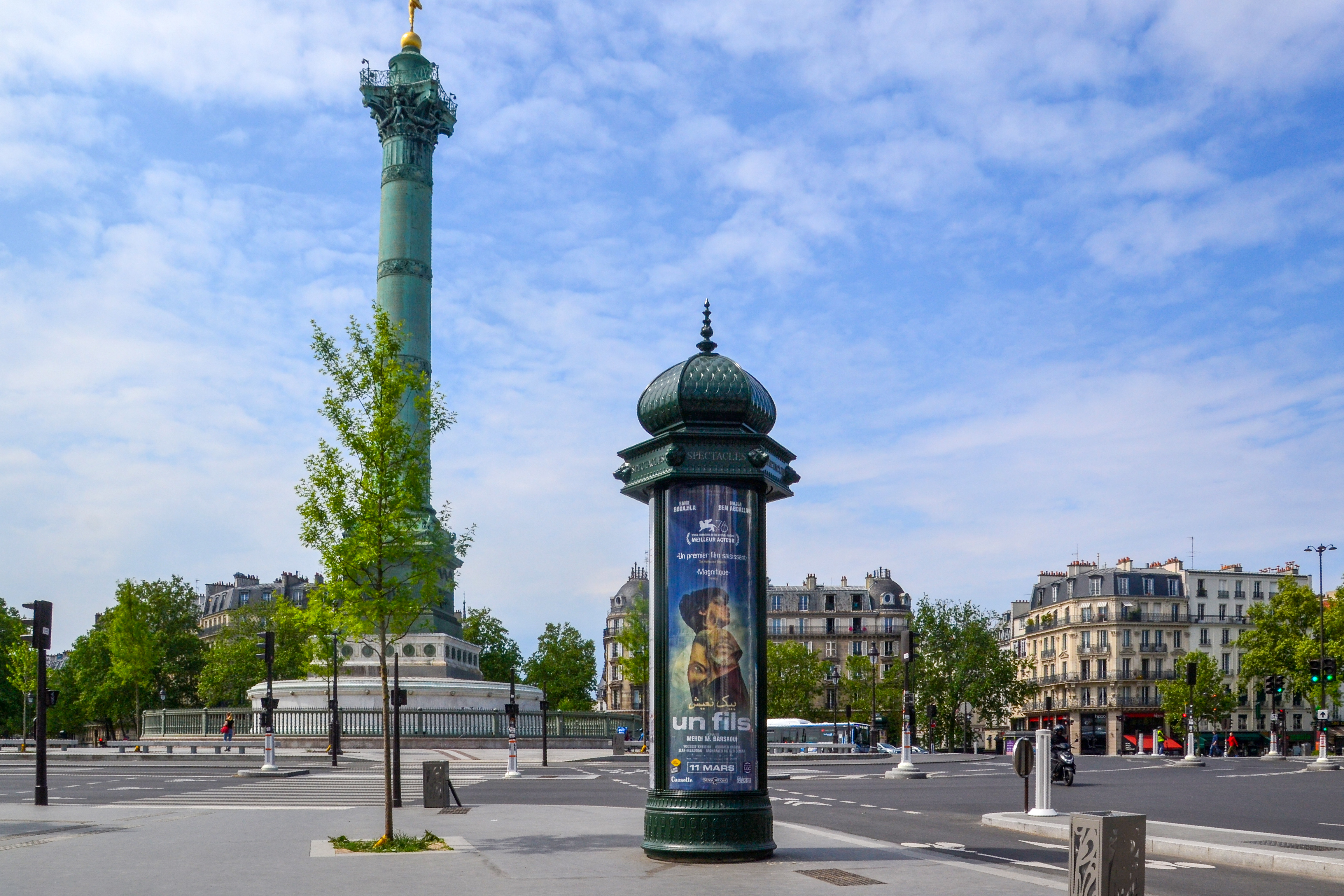
Typisch Parijse reclamezuil
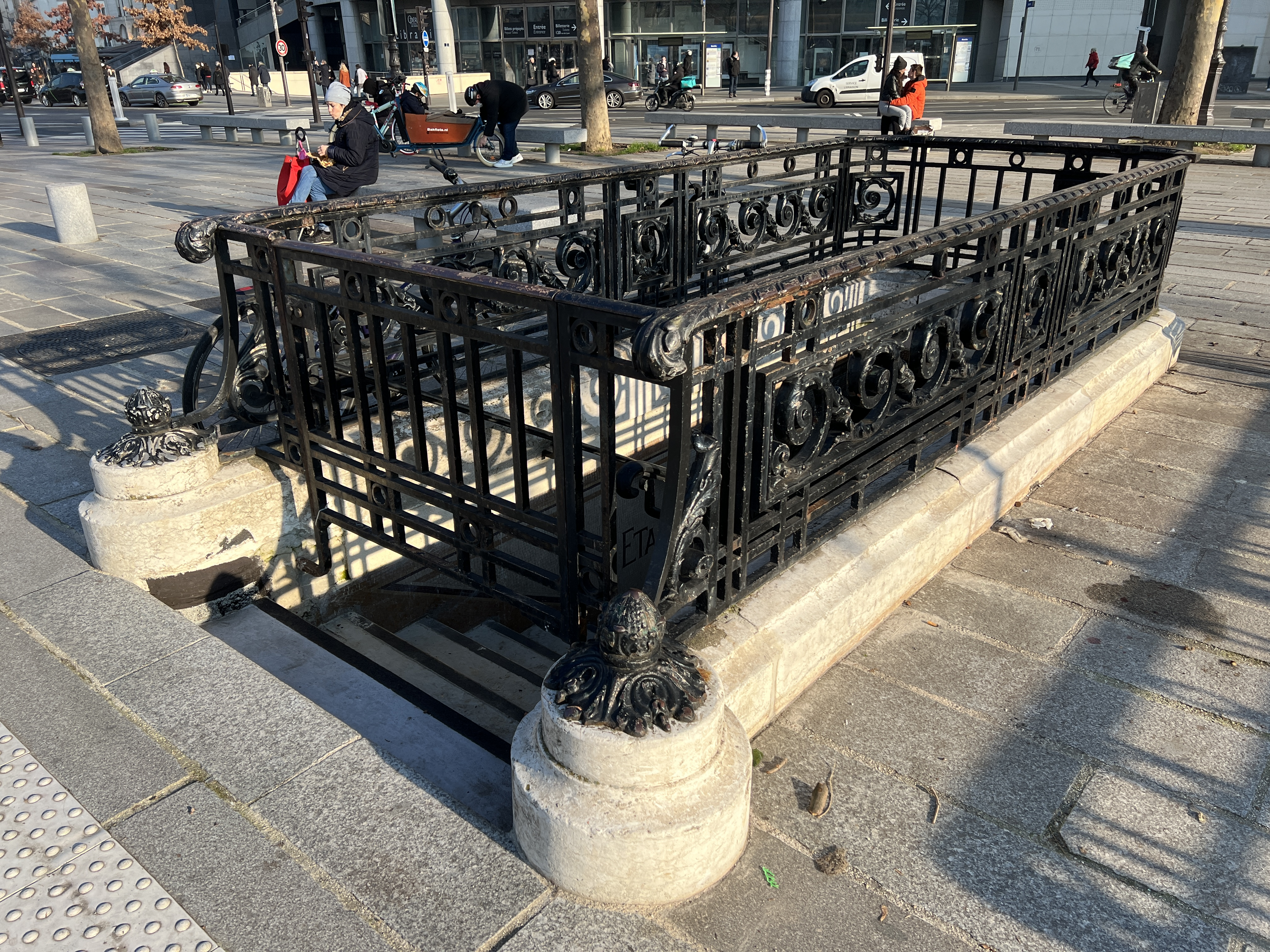
Voormalige openbare toiletten
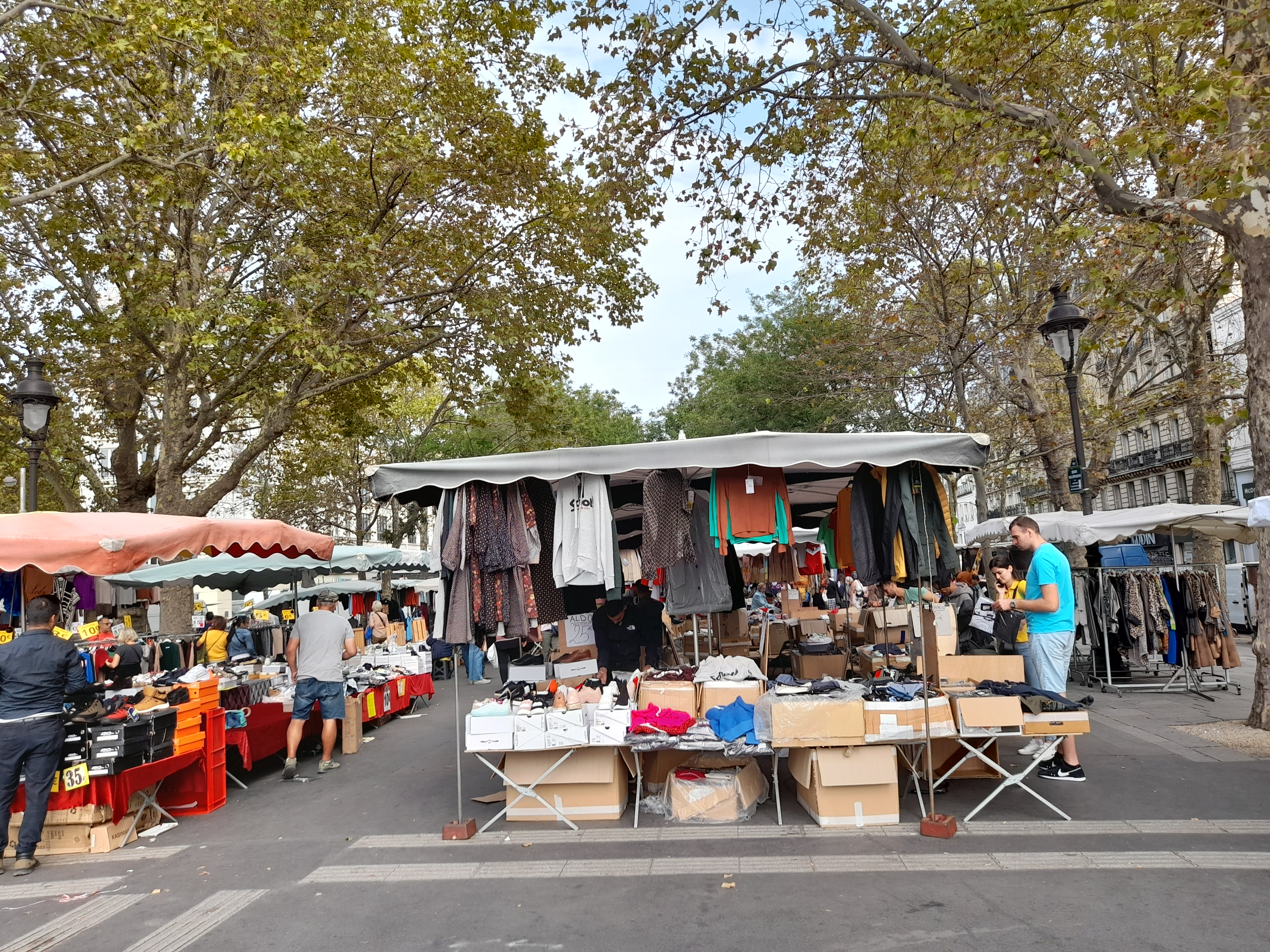
Markt
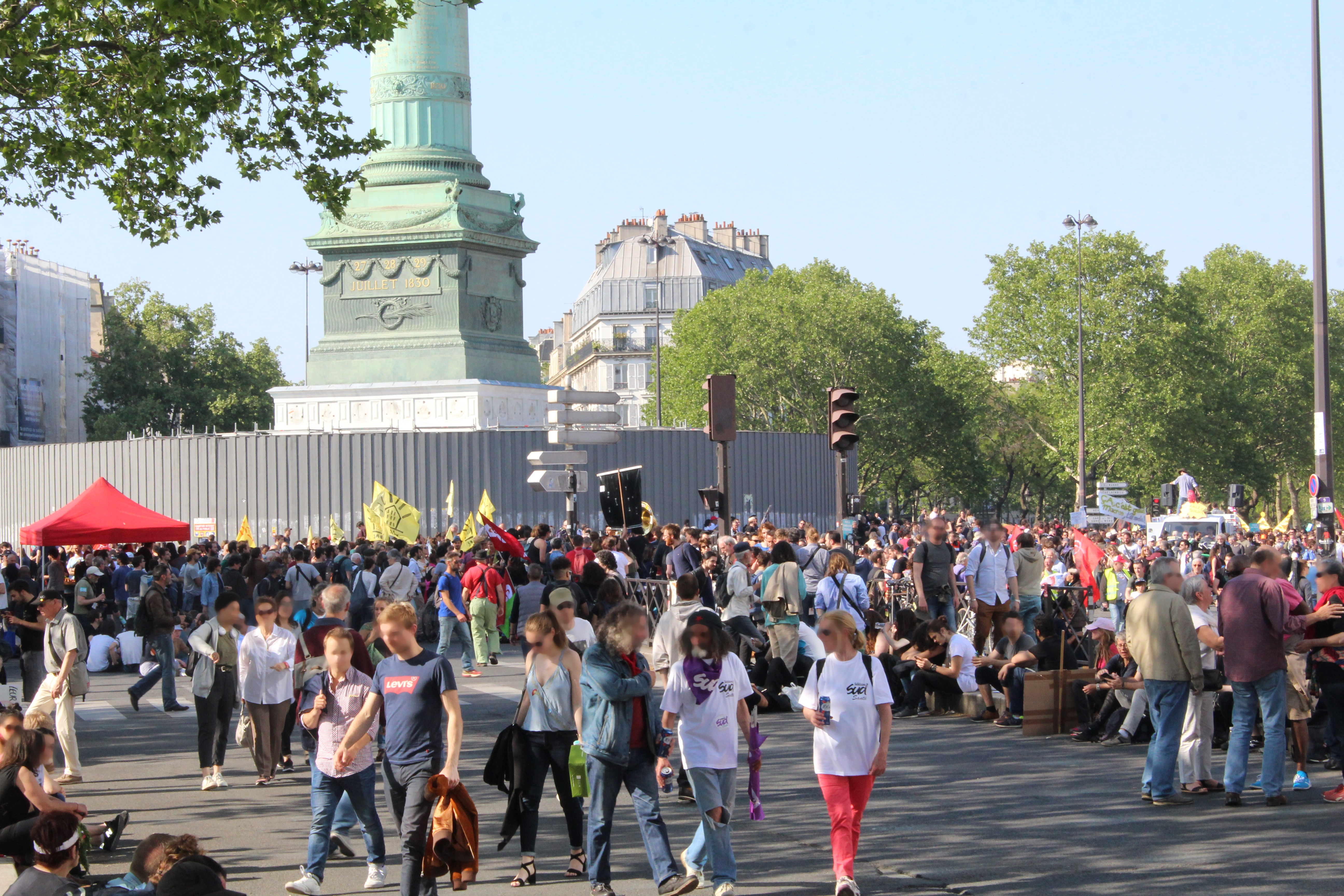
Protest tegen Macron, 2018

- Bibliothèque nationale de France: cb121243495 (data)
- Gemeinsame Normdatei: 7568434-2
- Virtual International Authority File: 247420182

Place de la Bastille ·
Place de la Bataille-de-Stalingrad ·
Place Charles de Gaulle ·
Place du Châtelet ·
Place de Clichy ·
Place de la Concorde ·
Place Dauphine ·
Place Diana ·
Place du Dix-Huit Juin 1940 ·
Place de l'Europe - Simone Veil ·
Place de l'Hôtel-de-Ville - Esplanade de la Libération ·
Place d'Italie ·
Square Jean XXIII ·
Place de la Nation ·
Place de l'Opéra ·
Place du Palais-Royal ·
Place du Panthéon ·
Place du Parvis-Notre-Dame ·
Place Pigalle ·
Place de la République ·
Place Saint-Michel ·
Place de la Sorbonne ·
Place du Tertre ·
Place du Trocadéro ·
Place Vauban ·
Place Vendôme ·
Place des Victoires ·
Place des Vosges
- Bibliothèque nationale de France: cb121243495 (data)
- Gemeinsame Normdatei: 7568434-2
- Virtual International Authority File: 247420182